# Class 142
Pour les articles homonymes, voir Class.
Le Class 142 de British Rail est un élément automoteur diesel à unités multiples de type Pacer utilisé pour le transport de passagers au Royaume-Uni. 96 unités furent construites par British Rail Engineering à Derby de 1985 à 1987. Il s'agit en réalité d'un développement des Class 141 introduites en 1984. 
Ces unités furent construites initialement pour être utilisées sur des lignes rurales. Cependant, en avril 2015, elles sont surtout présentes sur des lignes à forte affluence dans les grandes villes du nord de l'Angleterre et assurent aussi des services locaux autour de Cardiff. Jusqu'en 2011, la compagnie First Great Western employait ce type de matériel dans le Devon. 
La législation impose que tous les trains de passagers doivent être accessibles aux personnes handicapées à compter du 1er janvier 2002. Seul l'un des trains de type Pacer possède cette spécification ; il fut aménagé par Porterbrook et vendu sous le nom de Class 142e (le e signifiant Evolution) . Il s'agit d'un véhicule montrant tous les aménagements réalisables sur les Pacer afin de les rendre accessibles aux personnes à mobilité réduite. Des rampes avaient été ajoutées au niveau des portes, des systèmes d'information des passagers et des toilettes adaptées avaient aussi été ajoutés. Cette unité est aujourd'hui en service auprès de la compagnie Northern. Aucune rénovation de ces trains n'a été proposée par Angel Trains, l'opérateur de Northern, ce qui signifie l'arrêt de ces machines après le 31 décembre 2019.

## Description
La carrosserie de chaque unité est basée sur celle des autobus Leyland National, et beaucoup de détails typiques de ces véhicules peuvent être retrouvés. Chaque assemblage de deux véhicules possède une capacité comprise entre 102 et 121 places assises. En théorie il devrait y avoir entre 106 et 121 sièges par rame, cependant quelques sièges ont été enlevés dans la plupart des trains afin de faire place à un emplacement pour fauteuil roulant. Les moteurs, la transmission ainsi que les portes à double battant des Class 141 sont à nouveau employés.

### Problèmes rencontrés
Des grincements excessifs dans les courbes serrées constituent un problème rencontré sur beaucoup de trajets opérés par les Class 142. Ils sont dus à l'empattement long des rames ainsi qu'au faible nombre de bogies. L'inconfort qui en résulte a conduit ces unités à être surnommées (ainsi que les Class 143) les Nodding Donkeys. Les 142 étaient officiellement appelées "Skippers" lorsqu'elles furent allouées brièvement à la région des Cornouailles au milieu des années 1980. Elles furent transférées rapidement après s'être révélées inutilisables sur les lignes tourmentées de cette région.

## Améliorations et rénovations
Ces matériels furent améliorés au milieu des années 1990. Toutes les unités embarquaient désormais un moteur Cummins plus puissant (230 chevaux par caisse, soit 460 chevaux par unité double) ainsi qu'une transmission hydraulique Voith à deux vitesses, démarrant avec un convertisseur de couple avant de passer à un coupleur hydraulique au dessus de 72 km/h. Cette modification engendra globalement des conséquences positives pour ces véhicules, même si quelques incidents sont survenus depuis, comme le déraillement d'une unité de Northern Rail sur un trajet Blackpool - Liverpool en juin 2009.

## Exploitation

### Lignes provinciales et régionales British Rail

#### Class 142/0
Le premier lot de Class 142, numéroté de 142001 à 1420014, fut délivré au printemps 1985 dans une livrée orange et marron Manchester PTE. Cette livrée fut retenue pour ces unités jusque dans les années 1990. Elles étaient en service sur les lignes de courte distance partant du dépôt de Newton Heath, comme le Oldham Loop ou sur des dessertes rurales comme le trajet Holyhead-Scarborough.
La seconde série, numérotée de 142015 à 142027, fut livrée afin d'être utilisée dans la West Country. Ces unités, nommées "Skippers", partaient du dépôt de Plymouth Laira et circulaient sur des lignes du Devon et de Cornouailles, même si elles se montraient assez peu inadaptées à ces dessertes du fait de leur manque de bogies. Leur empattement long usait les rails dans les courbes à faible rayon des lignes de la West Country, et produisait des bruits fort désagréables. Ces machines légères rencontraient aussi des problèmes d'adhérence sur les pentes des lignes de Gunnislake, St Ives et Looe. Dans un premier temps, l'utilisation de graisseurs et d'équipements de sablage fut suggérée avant d'être rejetée en faveur du transfert des engins vers les dépôts de Neville Hill (Leeds) et Newton Heath (Manchester) en 1988/89.
Le troisième lot, 142028 à 142050, fut livré pour être utilisé sur les lignes suburbaines et régionales du nord de l'Angleterre. Cependant, seules deux de ces unités entrèrent en service. La 142049 fut envoyée au Canada et la 142050 fut montée avec une transmission hydraulique Voith pour tester cet équipement. L'ensemble des cinquante premières unités étaient désignées sous le nom de Class 142/0.

#### Class 142/1
Malgré les délocalisations, la seconde commande de Class 142 fut bien fabriquée au Royaume-Uni. En octobre 1985, BR commanda 46 unités désignées sous le nom de Class 142/1 afin de les distinguer des cinquante 142/0 déjà livrées. Elles furent numérotées de 142051 à 142096 et étaient d'un aspect identique intérieurement comme extérieurement aux Class 142/0. Elles furent peintes en livrée BR Provincial Services, avec deux tons de bleu et une rayure blanche et furent allouées aux dépôts de Newton Heath et Neville Hill.
La plupart des unités furent peintes peu après dans la couleur de la région où elles opéraient. Par exemple, les 14 premières allouées au Greater Manchester PTE reçurent la livrée orange et marron GMPTE, tandis que les 13 unités basées dans la West Country furent peintes dans une livrée inspirée de celle du Great Western Railway, de couleurs chocolat et crème, et baptisées "Skippers" . Les 69 unités restantes, opérées initialement dans le Lancashire, le Grand Manchester, le Merseyside et le Yorkshire reçurent la livrée bleue et blanche des Provincial Services.

#### Le voyage de 142049 au Canada
Afin de remplir son carnet de commande, BREL/Leyland envoya 142049 à l'Expo 86 de Vancouver, au Canada, pour faire connaître ces trains. L'unité fut affectée à un service de navette sur le BC Hydro Railway d'Abbotsford à Vancouver pendant toute la durée de l'exposition internationale. Comme les stations canadiennes étaient plus basses que celles pour lesquelles 142049 avaient été construites, des plateformes temporaires durent être construites. L'unité connut son quart d'heure de célébrité lorsque Margaret Thatcher effectua un court trajet à son bord. 142049 fut aussi utilisée afin d'attester de la viabilité du replacement des voitures RDC alors utilisées au Canada par des Class 142, sans grand succès. Après la fin de l'exposition, 142049 revint au Royaume-Uni pour être réaffectée dans le nord de l'Angleterre.

#### 142050
L'unité 142050 fut la première Pacer à être montée avec une transmission hydraulique Voith afin de tester cette configuration par rapport aux boîtes de vitesses mécaniques SCG utilisées jusque-là. Au début de l'été 1988, l'unité fut envoyée au dépôt d'Heaton (Newcastle) afin d'être essayée sur des lignes considérées comme difficiles aux côtés des Class 143. L'essai ayant été fructueux, toutes les Pacer furent converties de la sorte.

#### Les "Skippers"
Confrontées à une usure excessive de leurs roulements sur les courbes serrées des lignes des Cornouailles, les unités de la West Country (142015 à 142027) furent transférées au dépôt de Neville Hill (Leeds) pour sept d'entre elles, et à Newton Heath (Manchester) pour les six restantes, afin de combler la pénurie de matériels dans ces régions. A la fin de l'été 1988, les sept unités basées à Neville Hill furent réaffectées au dépôt de Heaton (Newcastle). Au milieu des années 1990, quatre de celles ayant été transférées à Newton Heath rejoignirent les autres à Heaton, et les 142023-027 gardèrent leur livrée chocolat et crème originelle jusqu'au milieu des années 1990.

### Après la privatisation

#### Nord de l'Angleterre
Lors de la privatisation de British Rail, la flotte de Class 142 fut répartie entre North Western Trains pour le nord-ouest et Northern Spirit pour le nord-est.
Northern Spirit commença ses opérations en 1997 et continua jusqu'en 2000. Cette année là, la compagnie-sœur MTL présenta des difficultés et le groupe fut vendu à Arriva, qui le renomma en Arriva Trains Northern.
En 1998, ATN échangea sept Class 142 contre sept Class 150/2 en provenance de Valley Lines.
En 2004, First North Western et Arriva Trains Northern fusionnèrent dans la franchise Northern Rail, qui hérita ainsi d'une flotte combinée de 68 Class 142.
Toutes ces Class 142 sont désormais peintes en livrée Northern Rail. L'augmentation du nombre de passagers au nord de l'Angleterre (environ 10% par an en moyenne, jusqu'à 25% dans certaines gares) a conduit à leur remplacement partiel par des trains Sprinter et leur remplacement total est projeté.
Cinq Class 142, exploitées par First Great Western, revinrent à Northern Rail en décembre 2008 ; le reste suivit plus tard que prévu en novembre 2011.
Bien que leur vocation d'origine soit d'être exploitées sur des lignes rurales, les Class 142 sont principalement utilisées sur des lignes interurbaines dans et en dehors de villes comme Liverpool, Manchester, Sheffield, Leeds ou Newcastle et peuvent être aperçues sur des trajets longue-distance comme de Middlesbrough à Carlisle (environ 177 km) ; elles ont aussi été utilisées entre Blackpool et Chester via Stockport, une ligne cependant interrompue en décembre 2008.
Les Class 142 ont opéré les trajets suivants : 
- de Bishop Auckland à Saltburn
- de Blackpool South à Colne
- de Carlisle à Newcastle-Central
- de Carlisle à Lancaster via Barrow-in-Furness
- de Hexham à Middlesbrough
- de Heysham Port à Lancaster
- de Huddersfield à Manchester Victoria
- de Huddersfield à Sheffield
- de Huddersfield à Liverpool Lime Street
- de Hull à York via Selby
- de Leeds à Huddersfield
- de Leeds à Sheffield via Barnsley (service interrompu)
- de Leeds à Sheffield via Wakefield Westgate (service interrompu)
- de Leeds à York via Harrogate
- de Lincoln Central à Sheffield
- de Liverpool Lime Street à Manchester Oxford Road via Warrington Central
- de Liverpool Lime Street à Manchester Victoria via Stalybridge et Huddersfield
- de Liverpool Lime Street à Warrington Bank Quay
- de Manchester Piccadilly à Marple, via Rose Hill Marple et New Mills Central
- de Manchester Piccadilly à Hazel Grove (sur la Buxton Line, bien que Buxton ne soit plus desservie à cause des fortes pentes sur la fin de la ligne)
- de Manchester Piccadilly à Sheffield (Hope Valley line)
- de Manchester Piccadilly à Chester via Stockport et Knutsford
- de Manchester Victoria à Kirby et Southport
- de Manchester Victoria à Leeds via Brighouse
- de Manchester Victoria à Leeds via Halifax
- de Manchester Victoria à Rochdale
- de Manchester Victoria à York
- de Gateshead et Newcastle à Morpeth
- de Middlesbrough à Whitby
- de Preston à Ormskirk
- de Sheffield à Scunthorpe
- de Stockport à Stalybridge (un train par semaine, vers Stalybridge uniquement)
- de Todmorden à Kirkby
- de Wakefield à Selby via Huddersfield et Bradford
- de Wrexham Central à Bidston (itinéraire transféré à Arriva Train Wales)
- de York à Sheffield via Rotterham Central